# USS Indiana (BB-50)
USS Indiana (BB-50) byla nedostavěná bitevní loď námořnictva Spojených států amerických. Měla to být druhá jednotka třídy South Dakota.

## Důvod k zrušení stavby
Státy jako např. Spojené státy americké, Japonsko, Itálie, Francie, Velká Británie nebo Čína se na Washingtonské konferenci dohodli, že po dobu 10 let přestanou stavět válečné lodě. Stavba lodí třídy South Dakota tím pádem musela být zrušena a rozestavěné lodě byly prodány do šrotu.

## Výzbroj
Hlavní výzbroj lodě měly tvořit 4 tříhlavňové dělové věže s děly ráže 406 mm. Sekundární výzbroj mělo tvořit 16 děl ráže 152 mm. Dále zde byly nainstalované 4 kanóny ráže 76 mm a 2 torpédomety s torpédy o průměru 533 mm.